# Sơn Nam (nhà văn)
Sơn Nam (11 tháng 12 năm 1926 – 13 tháng 8 năm 2008) là một nhà văn, nhà báo, nhà nghiên cứu văn hóa Nam Bộ người Việt Nam.

## Cuộc đời
Ông tên thật là Phạm Minh Tài sinh ngày 11 tháng 12 năm 1926, tại làng Đông Thái, quận An Biên, tỉnh Rạch Giá (nay thuộc xã Đông Thái, huyện An Biên, tỉnh Kiên Giang). Nhưng do sự nhầm lẫn của nhân viên hộ tịch, tên khai sinh của ông bị viết sai thành Phạm Minh Tày. Ngoài ra, ông còn có bút danh Phạm Sào Nam.
Thuở nhỏ ông học tiểu học tại quê nhà, rồi học trung học tại Cần Thơ. Năm 1945, ông tham gia Thanh niên Tiền phong, giành lấy chính quyền ở địa phương, rồi lần lượt tham gia công tác ở Hội Văn hóa cứu quốc tỉnh, phòng Chính trị Quân khu, phòng Văn nghệ Ban Tuyên huấn Xứ ủy Nam Bộ. Bút danh Sơn Nam ra đời trong thời gian này, để tưởng nhớ người phụ nữ Khmer đã cho ông bú mớm thời thơ ấu (Sơn là một họ lớn của người Khmer, Nam là để nhắc nhớ mình là người phương Nam).
Sơn Nam khởi nghiệp cầm bút bằng hai tập thơ Lúa reo (1948) và Cho lòng em vui (1950 - viết về công tác địch vận) do Hội Văn hóa kháng chiến Kiên Giang xuất bản ở chiến khu. Nhưng rồi khi chuyển sang viết văn xuôi, ông tự phát hiện mình làm thơ dở hơn viết truyện nên dừng hẳn sáng tác thơ. Năm 1951-1952, ông đã đoạt giải nhất với hai truyện ngắn Bên rừng cù lao Dung và Tây đầu đỏ trong cuộc thi do Ủy ban Kháng chiến - hành chính Nam Bộ tổ chức.
Sau Hiệp định Genève, 1954, Sơn Nam là nhà văn duy nhất gốc Nam Bộ được Trung ương mời ra Bắc để sống và viết, tuy nhiên ông chọn về lại Rạch Giá.
Năm 1955, ông lên Sài Gòn cộng tác với các báo: Nhân loại, Công Lý, Ánh sáng, Tiếng chuông, Lẽ sống...
Năm 1960–1961, bị chính quyền Việt Nam Cộng hòa bắt giam ở nhà tù Phú Lợi. Ra tù, ông tiếp tục làm báo, viết văn và khảo cứu về Nam Bộ. Những sáng tác của ông đều mang hơi thở của thiên nhiên, của văn hóa và con người Nam Bộ được thể hiện qua giọng văn giản dị, mộc mạc. Vì có công khai phá, khảo cứu và sưu tầm văn hóa mảnh đất Nam Bộ, ông được nhiều người gọi là "ông già Nam Bộ", "ông già đi bộ’, "pho từ điển sống về miền Nam" hay là "nhà Nam Bộ học".
Sau năm 1975, ông tiếp tục hoạt động trên lĩnh vực văn hóa văn nghệ. Ông là hội viên Hội Nhà văn Việt Nam.
Năm 2003, toàn bộ các tác phẩm của ông được Nhà xuất bản Trẻ tại thành phố Hồ Chí Minh mua tác quyền trọn đời.
Ông qua đời ngày 13 tháng 8 năm 2008 tại Thành phố Hồ Chí Minh.

## Tác phẩm
| STT | Tựa đề                                                  | Thể loại    | Nhà xuất bản                                                 |
| --- | ------------------------------------------------------- | ----------- | ------------------------------------------------------------ |
| 1   | Chuyện xưa tích cũ                                      | Truyện ngắn | Khai Trí – 1958 Rạng Đông – 1961 Phụ Nữ – 2002 Trẻ (từ 2006) |
| 2   | Tìm hiểu đất Hậu Giang                                  | Biên khảo   | Phù Sa – 1959                                                |
| 3   | Hương rừng Cà Mau                                       | Truyện ngắn | Phù Sa – 1962 Lá Bối – 1967 Trí Đăng – 1972 Trẻ (từ 1986)    |
| 4   | Chim quyên xuống đất                                    | Truyện dài  | Phù Sa – 1963 Trẻ (từ 2001)                                  |
| 5   | Hình bóng cũ                                            | Truyện vừa  | Phù Sa – 1964                                                |
| 6   | Vọc nước giỡn trăng                                     | Truyện vừa  | Thời Mới – 1965                                              |
| 7   | Truyện ngắn của truyện ngắn                             | Truyện ngắn | Phù Sa – 1967                                                |
| 8   | Nói về miền Nam                                         | Biên khảo   | Lá Bối – 1967                                                |
| 9   | Vạch một chân trời                                      | Truyện dài  | 1968 Nhà xuất bản Văn Nghệ – 1988                            |
| 10  | Xóm Bàu Láng                                            | Truyện dài  | Gái Đẹp – 1968 Bừng Sáng – 1968                              |
| 11  | Gốc cây - Cục đá & Ngôi sao (Thú chơi cây kiểng non bộ) | Biên khảo   | 1969 phụ bản tạp chí Văn 1973 Đà Nẵng – 1990                 |
| 12  | Bà chúa Hòn                                             | Tiểu thuyết | Kỷ Nguyên – 1969 Long An – 1989                              |
| 13  | Văn minh miệt vườn                                      | Biên khảo   | An Tiêm – 1970 Văn Hoá – 1992                                |
| 14  | Người bạn triệu phú                                     | Truyện ngắn | Khai Trí – 1971                                              |
| 15  | Thiên Địa Hội và cuộc Minh Tân                          | Biên khảo   | Phù Sa – 1971                                                |
| 16  | Lịch sử khẩn hoang Miền Nam                             | Biên khảo   | Đông Phố – 1973 Văn Nghệ – 1994 Trẻ 1997                     |
| 17  | Cá tính của miền Nam                                    | Biên khảo   | Đông Phố – 1974 Trẻ (từ 2000)                                |
| 18  | Phong trào Duy Tân ở Bắc Trung Nam                      | Biên khảo   | Đông Phú – 1975                                              |
| 19  | Bến Nghé xưa                                            | Biên khảo   | Văn nghệ Thành phố Hồ Chí Minh – 1981 Trẻ – 1997             |
| 20  | Đất Gia định xưa                                        | Biên khảo   | Văn nghệ Thành phố Hồ Chí Minh – 1984 Trẻ – 1997             |
| 21  | Đồng bằng sông Cửu Long, nét sinh hoạt xưa              | Biên khảo   | Thành phố Hồ Chí Minh – 1985                                 |
| 22  | Lịch sử An Giang                                        | Biên khảo   | An Giang – 1989                                              |
| 23  | Người Sài Gòn                                           | Biên khảo   | Nhà xuất bản Trẻ 1990                                        |
| 24  | Theo chân người tình                                    | Tùy bút     | Thành phố Hồ Chí Minh – 1991                                 |
| 25  | Chuyện tình một người thường dân                        | Truyện vừa  | Trẻ – 1990                                                   |
| 26  | Dạo chơi tuổi già                                       | Bút ký      | Dạo chơi – Trẻ 1994 Tuổi già – Văn Học 1997                  |
| 27  | Lăng Ông - Bà Chiểu và lễ hội văn hoá dân gian          | Biên khảo   | Thành phố Hồ Chí Minh – 1992 Long An – 1994                  |
| 28  | Đình miễu & lễ hội dân gian miền Nam                    | Biên khảo   | Thành phố Hồ Chí Minh – 1992 Đồng Tháp – 1994                |
| 29  | Một mảnh tình riêng                                     | Tùy bút     | Văn Nghệ – 1993                                              |
| 30  | Âm dương cách trở                                       | Truyện vừa  | Trẻ – 1993                                                   |
| 31  | Thuần phong mỹ tục Việt Nam (Quan, hôn, tang, tế)       | Biên khảo   | Đồng Tháp – 1994                                             |
| 32  | Giới thiệu Sài Gòn xưa                                  | Biên khảo   | Kim Đồng – 1995                                              |
| 33  | Biển cỏ miền Tây                                        | Truyện ngắn | Văn Học – 1995 Văn Nghệ – 2000                               |
| 34  | Nghi thức lễ bái của người Việt Nam                     | Biên khảo   | Trẻ – 1997                                                   |
| 35  | Danh thắng miền Nam                                     | Biên khảo   | Đồng Tháp – 1998                                             |
| 36  | Ấn tượng 300 năm                                        | Biên khảo   | Trẻ – 1998                                                   |
| 37  | Tiếp cận đồng bằng sông Cửu Long                        | Biên khảo   | Trẻ – 2000                                                   |
| 38  | Hồi ký Sơn Nam (4 tập)                                  | Hồi ký      | Trẻ 2001–2002                                                |
| 39  | Hương quê                                               | Truyện ngắn | Trẻ 2022                                                     |
| 40  | Đi và ghi nhớ                                           | Biên khảo   | Trẻ 2023                                                     |

## Tưởng nhớ
Sau khi Sơn Nam qua đời, con gái ông đã dựng một nhà lưu niệm trên khuôn viên rộng 1500m² bên bờ kênh Bảo Định (xã Đạo Thạnh, Mỹ Tho, Tiền Giang). Nơi đây được gia đình dùng làm nơi hương khói, đồng thời cũng để những người yêu mến ông có thể ghé thăm.
Để tri ân những đóng góp của nhà văn Sơn Nam cho nền văn học nước nhà, Hoa viên Nghĩa trang Bình Dương đã dành tặng miễn phí một mộ phần cho ông ở vị trí đắc địa trong Hoa viên, bên cạnh mộ phần của người bạn thân là nhà thơ Kiên Giang. Hàng năm, Hoa viên nghĩa trang Bình Dương đều tổ chức cúng giỗ cho nhà văn.
Năm 1999, ông nhận giải Mai Vàng cho Nhà văn xuất sắc với tác phẩm Hương rừng Cà Mau (tập 2 và 3, do Nhà xuất bản Trẻ phát hành năm 1999).
Năm 2023, Nhà xuất bản Trẻ ra mắt sách Nhà văn Sơn Nam - Những góc đời riêng lạ gồm những bài viết của con gái nhà văn Sơn Nam, bà Đào Thúy Hằng và một số nhà văn, nhà báo thân thiết với Sơn Nam.